# Peucedanum litorale
Peucedanum litorale là một loài thực vật có hoa trong họ Hoa tán. Loài này được Vorosch. & Gorovoj miêu tả khoa học đầu tiên.